# Marcel Simon (Historiker)
Marcel Simon  (* 10. April 1907 in Husseren-Wesserling; † 26. Oktober 1986 in Straßburg) war ein französischer Religionshistoriker, Theologe und Hochschullehrer.

## Leben und Wirken
Simon besuchte als Schüler das Collège de Thann und wechselte sodann an das Lycée Louis-le-Grand. Er studierte dann an der École normale supérieure. Auslandsstudien führten ihn nach Berlin und Rom. Nach seinem Studium unterrichtete er an einem Internat, an der Französischen Schule in Rom (École française de Rome), wo er sich mit Henri-Irénée Marrou anfreundete.
Durch sein Engagement, während des Zweiten Weltkrieges, trug er zur Befreiung im Zusammenhang mit der von André Malraux kommandierten „Brigade indépendante Alsace-Lorraine“ bei.
Neben dem christlichen Glauben war er mit dem Judentum und dem Islam sehr vertraut. In Straßburg gründete er das „Institut für Religionsgeschichte und das Forschungszentrum für Religionsgeschichte“, französisch Institut d’Histoire des Religions et le Centre de Recherche d’Histoire des Religions. Seine spezielle Expertise erarbeitete er sich zum Verhältnis des Frühchristentums zum Judentum.
Simon war von 1947 bis 1978 Professeur d’histoire des religions  an der Universität Straßburg. Ein Kollege aus dieser Zeit war Prosper Alfaric.
Von 1948 bis 1963 übernahm er die Aufgaben eines Dekans der Philosophischen Fakultät in Straßburg, auch war er Mitglied der Académie des inscriptions et belles-lettres und Mitglied der Norwegischen Akademie der Wissenschaften.
Simon schrieb und veröffentlichte 1938 zusammen mit Raymonde Simon, seiner Ehefrau und Historikerin, ein Handbuch der Geschichte des Orients, Griechenlands und Roms. Nach dem Tod seiner ersten Ehefrau heiratete er erneut.
Er war Kommandeur des Verdienstordens (Ordre du Mérite), Offizier der Ehrenlegion (Officier de la Légion d’Honneur) und Träger des Croix de guerre 39/45. Im Jahre 1980 erhielt er die Ehrendoktorwürde der Theologischen Fakultät der Universität Uppsala.

## Veröffentlichungen
- Les Sectes juives au temps de Jésus. Presses Universitaires de France (PUF) 1960
- Verus Israël, les relations entre juifs et chrétiens dans l’empire romain (135–425). 1. Auflage de Boccard 1948, 2. Auflage 1983 ( Rezension von Bernhard Blumenkranz)

- Prix Bordin 1949 de l’Académie des inscriptions et belles-lettres.
- Le Judaïsme et le Christianisme antique, d’Antiochus Épiphane à Constantin. zusammen mit André Benoît, 5. Auflage 1996
- Hercule et le christianisme. Presses universitaires de Strasbourg, 1995
- Les Premiers Chrétiens. Presses Universitaires de France, 1952
- L’ anglicanisme.  Armand Colin, collection U2, Paris 1969
- Historiens et exégètes, Les rapports du christianisme naissant avec le judaïsme, Texte remanié d’émissions diffusées en 1980-1981 par Radio Canada. (in Kollaboration), Cerf, 1983
- La Civilisation de l’Antiquité et le christianisme.  Arthaud, « Les grandes civilisations » Paris 1972
- « Histoire ancienne du christianisme » Revue historique n° 458, avril-juin 1961
- « Les manuscrits de la mer Morte » Revue historique n° 204, 1950
- Die jüdischen Sekten zur Zeit Christi. Aus dem Französischen von Egon Wilhelm, Benziner, Einsiedeln/Zürich/Köln 1964